# FIFA 23
FIFA 23 es un videojuego de simulación de fútbol publicado por Electronic Arts. Es la trigésima entrega de la serie FIFA desarrollada por EA Sports, y la última entrega bajo el estandarte de FIFA, y lanzada en todo el mundo el 30 de septiembre de 2022 para PC, Nintendo Switch, PlayStation 4, PlayStation 5, Xbox One, Xbox Series X/S y Google Stadia. Sin embargo, los jugadores que reservaron la Ultimate Edition recibieron tres días de acceso anticipado y pudieron jugar el juego a partir del 27 de septiembre.
El juego es el último bajo la asociación entre EA y FIFA. Los futuros juegos de fútbol de EA sin la inclusión del nombre FIFA se nombrarán bajo el nombre de EA FC y el respectivo año de la temporada, por ejemplo EA FC24.

## Características

### Juego en línea multiplataforma
FIFA 23 presenta cierto grado de jugabilidad en línea multiplataforma. Está disponible en FIFA Ultimate Team (FUT) Division Rivals (excluyendo cooperativo), FUT Champions, FUT Ultimate Online Draft, FUT Online Friendlies (excluyendo Co-Op), FUT Play a Friend, Online Friendlies, Online Seasons (excluyendo Co-Op), FUT Play a Friend, Online Friendlies, Online Seasons (excluyendo -Op Seasons) y la Bundesliga Virtual. Sin embargo, el juego multiplataforma se limita a las consolas que pertenecen a la misma generación de consolas. Por ejemplo, los de PlayStation 4 pueden jugar con y contra jugadores de Xbox One, pero no los de PlayStation 5 o Xbox Series X/S y viceversa. Pro Clubs no admitirá el juego multiplataforma.
La decisión de omitir los Pro Clubs de la jugabilidad en línea multiplataforma ha recibido críticas de la comunidad de FIFA.

### HyperMotion2 y regate técnico
El juego presenta lo que se denomina "HyperMotion2", un sistema de captura de partidos con aprendizaje automático de partidos de fútbol de la vida real para crear más de 6000 animaciones en el juego. Technical Dribbling utiliza lo que se denomina el sistema Active Touch para mejorar la trayectoria del futbolista hacia el balón y mejorar los giros y regates de un jugador con más capacidad de respuesta. Ambos sistemas son exclusivos de las versiones de generación actual (es decir, PS5, Xbox Series X/S, Stadia y PC).

### Modos de juego de la Copa del Mundo
FIFA 23 presenta modos de juego de la Copa Mundial masculina y femenina, replicando la Copa Mundial de la FIFA 2022 y la Copa Mundial Femenina de la FIFA 2023.

### Iconos nuevos e iconos eliminados
FIFA 23 presenta tres nuevos íconos en su ICON Collection con la incorporación de Gerd Müller, Xabi Alonso y Jairzinho. Con la nueva incorporación a estos tres, faltan 8 de los íconos agregados anteriormente en la Lista de íconos publicada por EA Sports. Diego Maradona, Ryan Giggs, Pep Guardiola, Deco, Marc Overmars y Filippo Inzaghi han sido eliminados como iconos de FIFA 23. Jay-Jay Okocha y Hidetoshi Nakata han sido eliminados como iconos de FIFA 23, pero ahora aparecen como héroes.

### Nuevos héroes
FIFA 23, en un acuerdo exclusivo con Marvel, presenta 21 nuevos héroes a la colección de héroes existente de FIFA 22 con las adiciones de: Lúcio, Jean-Pierre Papin, Rudi Völler, Diego Forlán, Rafael Márquez, Javier Mascherano, Ricardo Carvalho, Tomas Brolin, Harry Kewell, Yaya Touré, Claudio Marchisio, Landon Donovan, Joan Capdevila, Sidney Govou, Dirk Kuyt, Park Ji-sung, Włodzimierz Smolarek, Saeed Al-Owairan y Peter Crouch.

## Licencias
FIFA 23 contiene más de 20 ligas con licencia, más de 100 estadios con licencia, más de 700 clubes y más de 19 000 jugadores.
Para esta edición, se pierden las ligas de Brasil, Japón y México (Esta última a ser liga exclusiva del juego rival eFootball) pero se recupera la licencia de la Serie A Italiana ahora en exclusiva (Sin embargo, algunos clubes no están licenciados por su exclusividad con eFootball) y también vuelve la Serie B de Italia tras aparecer por última vez en FIFA 20 ahora totalmente licenciada, con respecto a clubes, se destaca el regreso del club Juventus tras aparecer por última vez en FIFA 19 ahora en exclusiva.
Una curiosidad es que también se incluyó al club AFC Richmond junto con su estadio de la serie Ted Lasso de Apple TV+.

### Ligas
| Confederación                                | Competición                                                                 |
| -------------------------------------------- | --------------------------------------------------------------------------- |
|                                              |                                                                             |
| Liga de Campeones de la UEFALicenciada       |                                                                             |
| Liga Europa de la UEFALicenciada             |                                                                             |
| Liga Europa Conferencia de la UEFALicenciada |                                                                             |
| Supercopa de EuropaLicenciada                |                                                                             |
| Bundesliga                                   |                                                                             |
| Bundesliga 2                                 |                                                                             |
| 3. Liga                                      |                                                                             |
| Ö. Bundesliga                                |                                                                             |
| 1A Pro League                                |                                                                             |
| 3F Superliga                                 |                                                                             |
| Cinch Premiership                            |                                                                             |
| LaLiga Santander                             |                                                                             |
| LaLiga SmartBank                             |                                                                             |
| Ligue 1 Uber Eats                            |                                                                             |
| Ligue 2 BKT                                  |                                                                             |
| Eredivisie                                   |                                                                             |
| Premier League                               |                                                                             |
| EFL Championship                             |                                                                             |
| EFL League One                               |                                                                             |
| EFL League Two                               |                                                                             |
| SSE Airtricity Premier Division              |                                                                             |
| Serie A TIM                                  |                                                                             |
| Serie BKT                                    |                                                                             |
| Eliteserien                                  |                                                                             |
| PKO Ekstraklasa                              |                                                                             |
| Liga Portugal                                |                                                                             |
| Liga I                                       |                                                                             |
| Allsvenskan                                  |                                                                             |
| Credit Suisse Super League                   |                                                                             |
| Süper Lig                                    |                                                                             |
|                                              | Copa Libertadores de AméricaLicenciada                                      |
| Copa SudamericanaLicenciada                  |                                                                             |
| Recopa SudamericanaLicenciada                |                                                                             |
| Liga Profesional de Fútbol                   |                                                                             |
|                                              | Copa Asiática Competición ficticia basada en la Liga de Campeones de la AFC |
| MBS Pro League                               |                                                                             |
| A-League                                     |                                                                             |
| CSL                                          |                                                                             |
| K-League 1                                   |                                                                             |
| Hero ISL                                     |                                                                             |
|                                              | MLS                                                                         |
|                                              | Resto del mundo                                                             |
| APOEL FC                                     |                                                                             |
| Atlético Nacional Vuelve                     |                                                                             |
| Dinamo Zagreb                                |                                                                             |
| Hajduk Split                                 |                                                                             |
| Al-Ain                                       |                                                                             |
| HJK Helsinki                                 |                                                                             |
| Wrexham                                      |                                                                             |
| AEK Atenas                                   |                                                                             |
| Panathinaikos                                |                                                                             |
| PAOK                                         |                                                                             |
| Ferencváros                                  |                                                                             |
| AFC Richmond Nuevo                           |                                                                             |
| Slavia Praha                                 |                                                                             |
| Sparta Praha                                 |                                                                             |
| Viktoria Plzeň                               |                                                                             |
| Kaizer Chiefs                                |                                                                             |
| Mamelodi Sundowns Vuelve                     |                                                                             |
| Orlando Pirates                              |                                                                             |
| Dinamo Kiev                                  |                                                                             |
| Shakhtar Donetsk                             |                                                                             |
| MLS All-Star                                 |                                                                             |
| Adidas All-Star                              |                                                                             |
| Soccer Aid                                   |                                                                             |
|                                              | CONMEBOL Libertadores                                                       |
| Always Ready                                 |                                                                             |
| Independiente Petrolero                      |                                                                             |
| The Strongest                                |                                                                             |
| América Mineiro*                             |                                                                             |
| Athletico Paranaense*                        |                                                                             |
| Atlético Mineiro*                            |                                                                             |
| Corinthians*                                 |                                                                             |
| Flamengo*                                    |                                                                             |
| Fortaleza*                                   |                                                                             |
| Palmeiras*                                   |                                                                             |
| Red Bull Bragantino*                         |                                                                             |
| Colo-Colo                                    |                                                                             |
| Universidad Católica                         |                                                                             |
| Deportes Tolima                              |                                                                             |
| Deportivo Cali                               |                                                                             |
| Independiente del Valle                      |                                                                             |
| Emelec                                       |                                                                             |
| Cerro Porteño                                |                                                                             |
| Libertad                                     |                                                                             |
| Olimpia                                      |                                                                             |
| Alianza Lima                                 |                                                                             |
| Sporting Cristal                             |                                                                             |
| Nacional                                     |                                                                             |
| Peñarol                                      |                                                                             |
| Caracas F.C.                                 |                                                                             |
| Deportivo Táchira                            |                                                                             |
| CONMEBOL Sudamericana                        |                                                                             |
| Guabirá                                      |                                                                             |
| Oriente Petrolero                            |                                                                             |
| Royal Pari                                   |                                                                             |
| Wilstermann                                  |                                                                             |
| Atlético Goianiense*                         |                                                                             |
| Ceará*                                       |                                                                             |
| Cuiabá*                                      |                                                                             |
| Fluminense*                                  |                                                                             |
| Internacional*                               |                                                                             |
| Santos*                                      |                                                                             |
| São Paulo*                                   |                                                                             |
| Deportes Antofagasta                         |                                                                             |
| Everton                                      |                                                                             |
| Ñublense                                     |                                                                             |
| Unión Española                               |                                                                             |
| Unión La Calera                              |                                                                             |
| América de Cali                              |                                                                             |
| Independiente Medellín                       |                                                                             |
| Junior                                       |                                                                             |
| La Equidad                                   |                                                                             |
| 9 de Octubre                                 |                                                                             |
| Barcelona SC                                 |                                                                             |
| Delfín                                       |                                                                             |
| LDU Quito                                    |                                                                             |
| Mushuc Runa                                  |                                                                             |
| Universidad Católica                         |                                                                             |
| Club Nacional                                |                                                                             |
| General Caballero JLM                        |                                                                             |
| Guaireña                                     |                                                                             |
| Sol de América                               |                                                                             |
| Ayacucho                                     |                                                                             |
| Cienciano                                    |                                                                             |
| FBC Melgar                                   |                                                                             |
| Sport Boys                                   |                                                                             |
| Cerro Largo                                  |                                                                             |
| Liverpool                                    |                                                                             |
| River Plate                                  |                                                                             |
| Wanderers                                    |                                                                             |
| Deportivo La Guaira                          |                                                                             |
| Estudiantes de Mérida                        |                                                                             |
| Hermanos Colmenárez                          |                                                                             |
| Metropolitanos                               |                                                                             |

* Club licenciado, nombres de jugadores genéricos y no se incluirán en FIFA Ultimate Team.

### Selecciones
Para esta edición, se destaca la ausencia de las selecciones de Grecia y Rusia (Esta última tras ser removida por el conflicto armado con Ucrania) a su vez, vuelven las selecciones de Catar tras aparecer por última vez en FIFA 2001 (Su inclusión se debe al ser el anfitrión de la Copa Del Mundo Del 2022), Ghana tras FIFA 97, Croacia tras FIFA 12, Marruecos tras FIFA 2000 y el resto de selecciones que estuvieron presentes en FIFA 18 como DLC de la Copa Mundial de Fútbol de 2018. El resto son los mismos de FIFA 22. Así mismo, en el parche 1.04 se eliminó la selección de Brasil y solo se puede usar en el modos de la Copa del Mundo

### Fútbol femenino
Esta entrega de la serie de videojuegos FIFA será la primera en presentar clubes de fútbol femenino. La FA Women's Super League de Inglaterra y la Division 1 Féminine de Francia se incluirán en el lanzamiento, y se planea agregar más ligas de fútbol femenino más adelante. Esto viene junto con Sam Kerr, que juega en el Chelsea, convirtiéndose en la primera futbolista mujer en aparecer en la portada mundial del juego.

### Selecciones
Para esta edición, se añadirán tras una nueva actualización todas las selecciones clasificadas a la Copa Mundial Femenina de Fútbol de 2023.

### Competiciones continentales
| Confederación                | Competición                                                    |                              |
| Competiciones de Selecciones | Competiciones de Selecciones                                   | Competiciones de Selecciones |
| ---------------------------- | -------------------------------------------------------------- | ---------------------------- |
|                              | Copa Mundial de la FIFALicenciada                              |                              |
|                              | Copa Mundial Femenina de la FIFALicenciada                     |                              |
|                              | Campeonato Europeo* Competición ficticia basada en la Eurocopa |                              |

## Estadios
Estos son los estadios que estarán presentes en FIFA 23. El juego cuenta con 105 estadios reales licenciados, 32 estadios genéricos (2 de los cuales son exclusivos de modos de juego en línea) y un estadio ficticio basado en uno real, además de 29 locaciones ficticias para el modo "VOLTA". Hay 9 estadios nuevos, entre ellos el Juventus Stadium que regresa luego de haber aparecido por última ocasión en FIFA 19. Se pierden el Otkrytie Arena luego de la eliminación de los clubes rusos del juego por parte de EA Sports; el Estadio Azteca debido a la pérdida de la licencia de la Liga MX y el Estadio de Fútbol de Suita al haberse perdido la licencia de la J1 League. El resto de los estadios son los mismos que estuvieron presentes en FIFA 22.